# Listă de filme britanice din 2014
Aceasta este o listă de filme britanice din 2014:

## Lista
| Titlu                        | Regizor                    | Actori | Gen                 | Note                                                                                       |               |
| ---------------------------- | -------------------------- | --- | ------------------- | ------------------------------------------------------------------------------------------ | ------------- |
| '71                          | Yann Demange               | Jack O'Connell, Sean Harris, Paul Anderson, Charlie Murphy, David Wilmot, Paul Popplewell                          | Drama               | StudioCanal UK                                                                             | 17 octombrie  |
| All Is by My Side            | John Ridley                | André Benjamin, Hayley Atwell, Burn Gorman, Imogen Poots, Ruth Negga                                               | Drama               | Content Media                                                                              | 08 august     |
| A Long Way Down              | Pascal Chaumeil            | Toni Collette, Pierce Brosnan, Aaron Paul, Imogen Poots                                                            | Comedy              | Lionsgate Based on the novel of the same name by Nick Hornby                               | 21 martie     |
| Altar                        | Nick Willing               | Antonia Clarke, Matthew Modine, Olivia Williams                                                                    | Horror Mystery film | Content Media                                                                              | 27 decembrie  |
| Before I Go to Sleep         | Rowan Joffé                | Nicole Kidman, Colin Firth, Mark Strong, Anne-Marie Duff, Dean-Charles Chapman                                     | Thriller            | StudioCanal UK Based on the novel of the same name by S. J. Watson                         | 05 septembrie |
| Cuban Fury                   | James Griffiths            | Nick Frost, Rashida Jones, Olivia Colman, Chris O'Dowd, Wendi McLendon-Covey, Alexandra Roach                      | Romantic comedy     | StudioCanal                                                                                | 14 februarie  |
| Frank                        | Lenny Abrahamson           | Domhnall Gleeson, Maggie Gyllenhaal, Scoot McNairy, Michael Fassbender                                             | Comedy, Drama       | Magnolia Pictures                                                                          | 09 mai        |
| The Inbetweeners 2           | Damon Beesley, Iain Morris | Simon Bird, James Buckley, Blake Harrison, Joe Thomas                                                              | Comedy              | Film4 Productions Preceded by The Inbetweeners Movie (2011)                                | 06 august     |
| Jimmy's Hall                 | Ken Loach                  | Barry Ward, Simone Kirby, Jim Norton                                                                               | Drama               | Entertainment One                                                                          | 30 mai        |
| Kingsman: The Secret Service | Matthew Vaughn             | Colin Firth, Michael Caine, Samuel L. Jackson, Jack Davenport, Mark Hamill                                         | Action, Comedy      | 20th Century Fox Based on the comics The Secret Service by Dave Gibbons                    | 17 octombrie  |
| Love, Rosie                  | Christian Ditter           | Lily Collins, Sam Claflin, Tamsin Egerton, Suki Waterhouse, Jaime Winstone                                         | Drama               | Lionsgate Based on the novel Where Rainbows End by Cecelia Ahern                           | 17 octombrie  |
| Monsters: Dark Continent     | Tom Green                  | Johnny Harris, Sam Keeley, Joe Dempsie                                                                             | Sci-Fi              | Vertigo Films Preceded by Monsters (2010)                                                  | 26 septembrie |
| A Most Wanted Man            | Anton Corbijn              | Philip Seymour Hoffman, Rachel McAdams, Robin Wright, Willem Dafoe, Grigoriy Dobrygin                              | Thriller            | Entertainment One Based on the novel of the same name by John le Carré                     | 05 septembrie |
| Mr. Turner                   | Mike Leigh                 | Timothy Spall, Lesley Manville, Roger Ashton-Griffiths, Joshua McGuire, Dorothy Atkinson                           | Drama               | Entertainment One                                                                          | 31 octombrie  |
| Mrs. Brown's Boys D'Movie    | Ben Kellett                | Brendan O'Carroll, Jennifer Gibney, Danny O'Carroll, Eilish O'Carroll, Nick Nevern, Paddy Houlihan, Dermot O'Neill | Comedy              | Universal Pictures Based on the television series Mrs Brown's Boys                         | 27 iunie      |
| Paddington                   | Paul King                  | Hugh Bonneville, Nicole Kidman, Colin Firth, Julie Walters, Jim Broadbent, Peter Capaldi                           | Family              | StudioCanal UK Based on the media of the same name                                         | 12 decembrie  |
| Plastic                      | Julian Gilbey              | Ed Speleers, Alfie Allen, Will Poulter, Sebastian de Souza, Emma Rigby, Thomas Kretschmann                         | Action, Comedy      | Paramount Pictures                                                                         | 02 mai        |
| Postman Pat: The Movie       | Mike Disa                  | Stephen Mangan, Jim Broadbent, Rupert Grint, David Tennant                                                         | Animated, Comedy    | Lions Gate Entertainment, Icon Productions Based on the television series of the same name | 23 mai        |
| Pride                        | Matthew Warchus            | Bill Nighy, Ben Schnetzer, Joseph Gilgun, Freddie Fox                                                              | Drama               | BBC Films                                                                                  | 12 septembrie |
| Pudsey: The Movie            | Nick Moore                 | David Walliams, John Sessions, Jessica Hynes, Izzy Meikle-Small, Malachy Knights                                   | Comedy              | Vertigo Films                                                                              | 18 iulie      |
| The Quiet Ones               | John Pogue                 | Jared Harris, Sam Claflin, Olivia Cooke, Erin Richards                                                             | Horror              | Lionsgate                                                                                  | 10 aprilie    |
| The Riot Club                | Lone Scherfig              | Max Irons, Sam Claflin, Douglas Booth, Freddie Fox                                                                 | Drama               | Universal Pictures Based on the play Posh                                                  | 19 septembrie |
| Top Dog                      | Martin Kemp                | Leo Gregory, Ricci Harnett, Vincent Regan, George Russo                                                            | Drama               | Universal Pictures                                                                         | 01 iunie      |
| Walking on Sunshine          | Max Giwa                   | Annabel Scholey, Giulio Berruti, Leona Lewis, Katy Brand                                                           | Drama, Musical      | Vertigo Films                                                                              | 27 iunie      |